# جودي سويتين
جودي سويتين (بالإنجليزية: Jodie Sweetin)‏ ، من مواليد 19 يناير 1982م، هي ممثلة أمريكية، بدأت سيرتها الفنية عام 1987م وعمرها أربع سنين.

## الأعمال
- (1987–1995) فول هاوس
- (2003) نعم عزيزي

## وصلات خارجية
- جودي سويتين على موقع IMDb (الإنجليزية)
- جودي سويتين على موقع ألو سيني (الفرنسية)
- جودي سويتين على موقع تيرنر كلاسيك موفيز (الإنجليزية)
- جودي سويتين على موقع أول موفي (الإنجليزية)
- جودي سويتين على موقع إن إن دي بي (الإنجليزية)
- جودي سويتين على موقع قاعدة بيانات الفيلم (الإنجليزية)
- جودي سويتين على موقع كينوبويسك (الروسية)